# 마데이라 제도 축구 국가대표팀
마데이라 제도 축구 국가대표팀은 포르투갈의 마데이라 제도를 대표하는 축구팀이다. 이 팀은 FIFA 및 유럽 축구 연맹 회원국이 아니기 때문에, FIFA 및 유럽 축구 연맹이 주관하는 대회에는 참가하지 않는다.